# Serdehivka, Șpola
Serdehivka (în ucraineană Сердегівка) este o comună în raionul Șpola, regiunea Cerkasî, Ucraina, formată numai din satul de reședință.

## Demografie
Componența lingvistică a comunei Serdehivka
     Ucraineană (96,98%)
     Rusă (3,02%)
Conform recensământului din 2001, majoritatea populației comunei Serdehivka era vorbitoare de ucraineană (96,98%), existând în minoritate și vorbitori de rusă (3,02%).